# 第九十号哨戒特務艇
第九十号哨戒特務艇（だいきゅうじゅうごうしょうかいとくむてい）は、日本海軍の特務艇（哨戒特務艇）。第一号型哨戒特務艇の38番艇。

## 艇歴
マル戦計画の特務艇、第2121号艦型の90番艇、仮称艦名第2210号艦として計画。1944年1月24日、市川造船所で起工。11月5日、第九十号哨戒特務艇と命名されて第一号型哨戒特務艇の35番艇に定められ、本籍を舞鶴鎮守府と仮定。1945年3月15日、船体概成により市川造船所から横須賀海軍工廠へ引き渡し。4月11日竣工し、本籍を舞鶴鎮守府に定められ、連合艦隊第二十二戦隊第三監視艇隊に編入。隊内区分第一小隊に配置。特務艇長職務執行者は4月11日着任の第三監視艇隊附 石村正英海軍少尉。
5月20日、第三監視艇隊司令艇を特設砲艦第一雲洋丸から本艇に変更。乗員は隊司令以下71名になる。4月から5月にかけては横浜に在泊し、哨戒線へ出撃した記録は残されていない。
7月1日、第三監視艇隊から削除され舞鶴鎮守府新潟港湾警備隊に編入。終戦時健在だったかどうかは不明で、8月または9月に酒田港で触雷し沈没した。
1947年2月1日、行動不能艦艇（特）に定められる。5月3日、第九十号哨戒特務艇は海軍編制の廃止に伴い除籍された。